# Előcsíráztatás
Az előcsíráztatás kifejezés a mezőgazdaságban és az élelmiszeriparban használatos. Ez egy eljárás amely a magvakat készíti elő a további feldolgozásra. Ezzel az előkészítéssel a további felhasználáskor nagyságrendi többletet érünk el eredményként, mint anélkül, ezért közkedvelt. Használatos még egy kifejezés erre, ami ugyanezt takarja: aktivált.
Fő jellegzetessége, hogy a magvakból nem bújik ki a növény, tehát a mag burka fel sem nyílik ezen csíráztatási eljárás során.
Angolul: pre-sprouting.

## Mezőgazdaságban
A veteményezés során a vetőmagokat aktiválják (előcsíráztatják), majd újra megszárítják a magvakat. Ezáltal az aktivált vetőmagok felerősödve jutnak a természetbe. Így a vetés utáni rövid, kritikus csírázási időszakban a magvak kevésbé vannak kitéve a viszontagságoknak, mert jóval ellenállóbbak mint egyébként. A veteményezés hatékonysága ezáltal 60-80%-kkal is eredményesebbé válik. Az így felnövő növényeken is szemmel látható különbségek tapasztalhatók. Erősebbek, szívósabbak, termetesebbek, és termésben gazdagabbakká válnak.

## Élelmiszeriparban
Nagy jelentősége van a táplálkozásban, mind emberi, mind állati felhasználás során. Jelenleg több szabadalom is védi ezeket az eljárásokat, ezért még nem minden területen terjedt el. Az előcsíráztatott magvak belsejében aktivált állapotba kerültek azok az alkotó elemek (aminosav, zsírsav, szénhidrát, enzim, vitamin) amik az élet megindulásához alapvetőek. A táplálék ekkor rendkívül dús mindazokkal az anyagokkal amik a sejtek működéséhez alapvetőek. Az élet ezáltal könnyen regenerálódik a sejteken keresztül. Ezek a tápanyagok nem csupán emésztéssel bomlanak fel a szervezetben, hanem az aktivált magvak már alkotóelem formájában juthatnak be a szervezetbe, amikhez legtöbbször emésztési folyamat sem kell. Ez, az ember számára is igen értékes, természetes formájú tápanyagforrás.